# Katrinedals kyrkogård

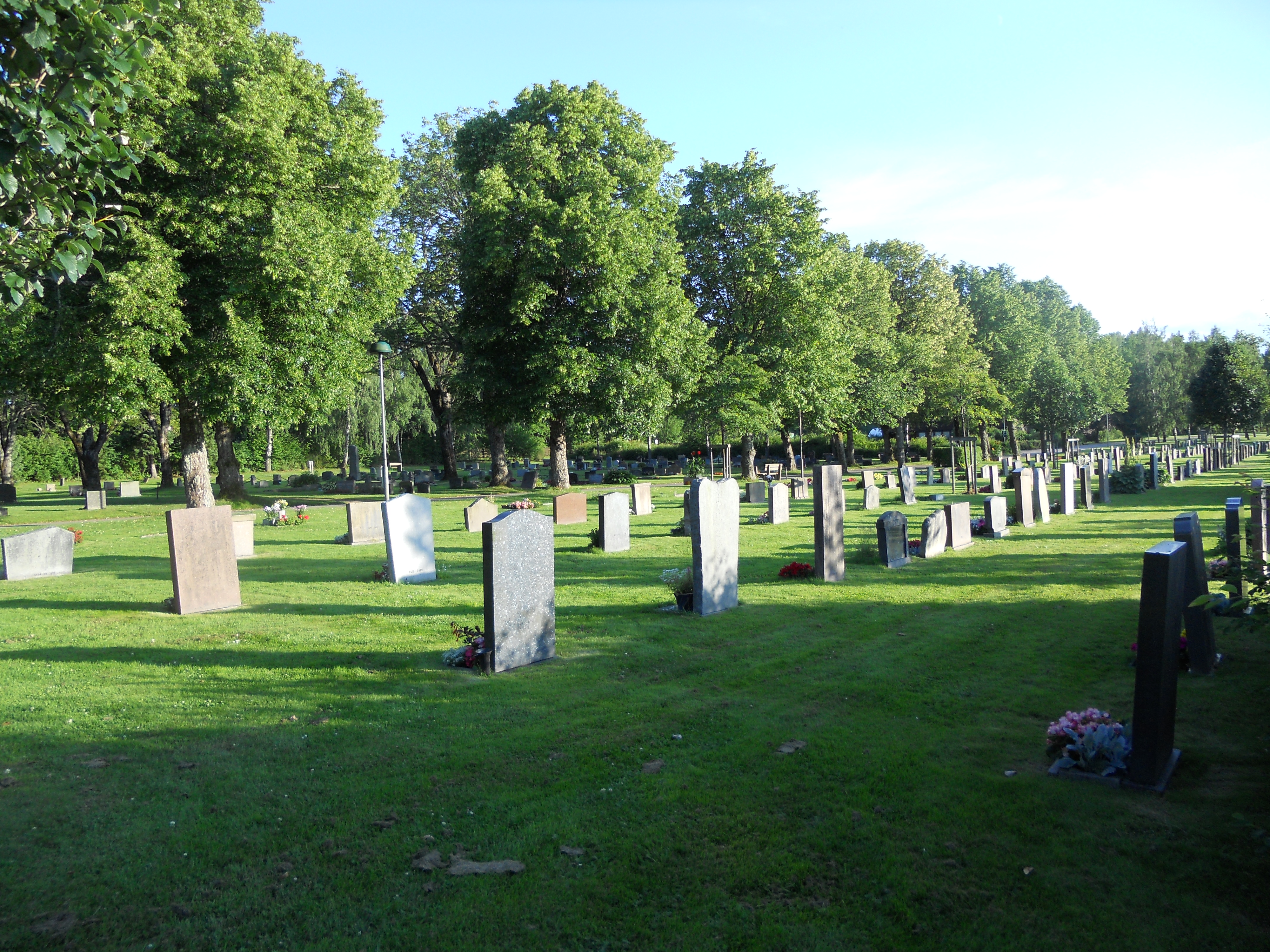
Katrinedals kyrkogård.

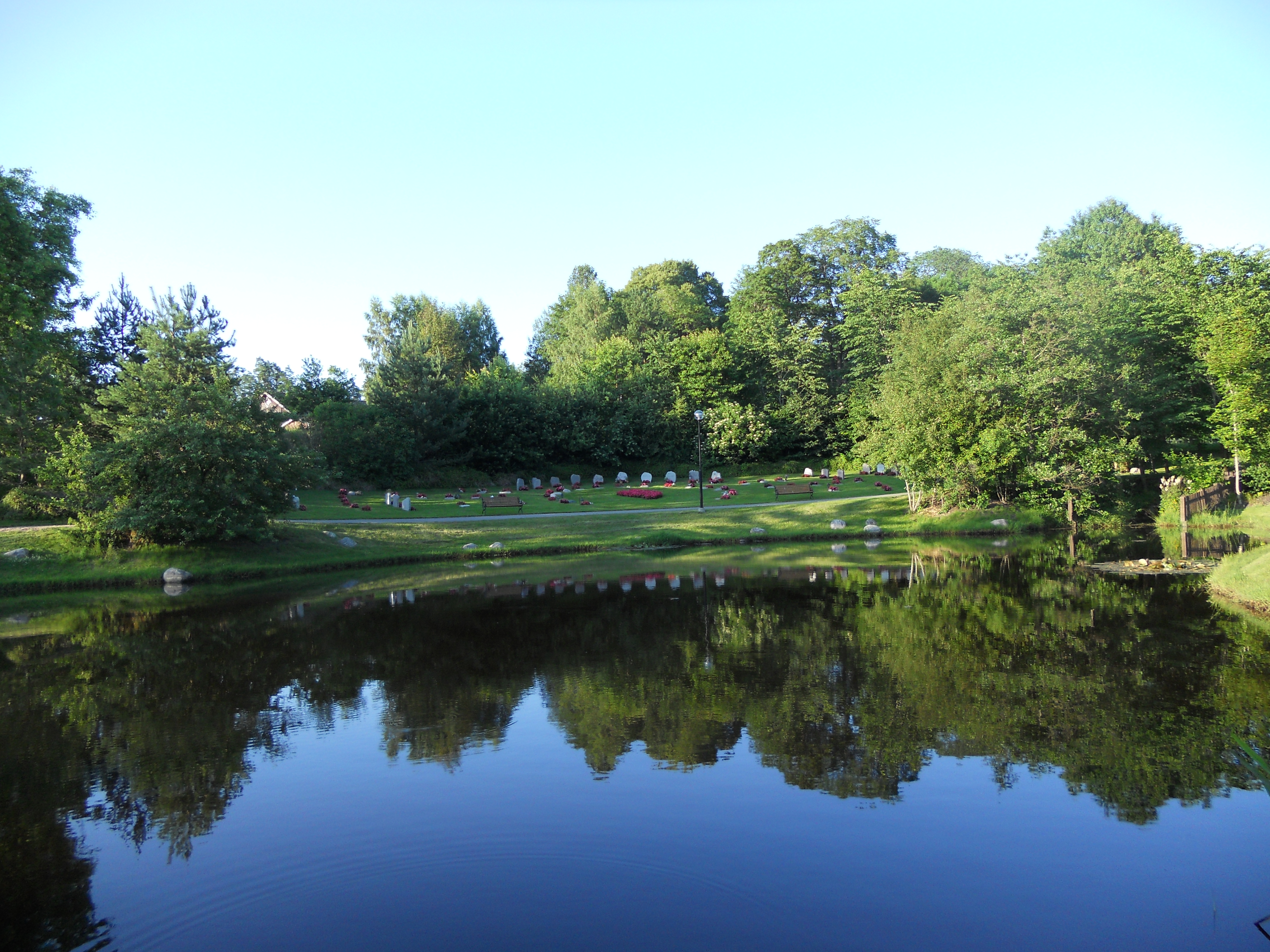
Sjö med gravfält bortom.

Katrinedals kyrkogård är en begravningsplats i Vänersborg, i utkanten av stadsdelen Blåsut nära den nya tätorten Katrinedal.
Ytan är 13,5 hektar och innefattar bland annat sjöar och åar. Kyrkogården anlades 1919 och utvidgades 1976. Ett muslimskt gravfält öppnade 2002.